# Highlight (album)
Highlight è il terzo album studio coreano della boyband sudcoreana, Beast, pubblicato il 4 luglio 2016 dall'etichetta discografica Cube Entertainment insieme a Universal Music Group. Inoltre è anche il primo album pubblicato da quando il cantante Hyunseung ha abbandonato il gruppo.
L'album contiene 12 tracce, incluso il primo singolo "Ribbon" e la traccia rilasciata precedentemente: "Butterfly".

## Tracce
1. 하이라이트 (Highlight) – 3:30 (testo: Yong Junhyung – musica: GOOD LIFE)
2. 리본 (Ribbon) – 3:55 (testo: Yong Junhyung – musica: GOOD LIFE)
3. Butterfly – 3:36 (testo: Yong Junhyung – musica: Yong Junhyung, DAVII)
4. 연습 중 (Practice) – 3:47 (testo: Yang Yoseob, GYUBERLAKE, Yong Junhyung – musica: Yang Yoseob, GYUBERLAKE)
5. When I... – 3:35 (testo: Yong Junhyung – musica: GOOD LIFE)
6. 궁금해 (Curious) – 4:00 (testo: Lee Gikwang, NODAY, Yong Junhyung – musica: Lee Gikwang, NODAY)
7. Found You (Yong Junhyung Solo) – 3:27 (testo: Yong Junhyung – musica: GOOD LIFE)
8. Baby It's You (Duetto Lee Gikwang e Yoon Doojoon) – 3:50 (Lee Gikwang, NODAY)
9. 나와 (Come Out) (Yang Yoseob Solo) – 3:37 (Yang Yoseob, GYUBERLAKE)
10. I'll Give You My All (Son Dongwoon Solo) – 3:44 (testo: Son Dongwoon – musica: GOOD LIFE, DAVII)
11. 잘 자요 (Good Night) – 3:50 (testo: Son Dongwoon – musica: Lee Gikwang, NODAY, CHLOE)
12. 리본 (Ribbon) (versione strumentale) – 3:55 (musica: GOOD LIFE)

Durata totale: 44:46